# Medialogica (televisieprogramma)
Medialogica, voorheen Argos TV - Medialogica, is een Nederlands televisieprogramma van HUMAN, dat uitgezonden wordt op NPO 2. Tot 2017 werkte ook de VPRO mee aan de totstandkoming.
Het programma bestaat sinds september 2012. Affaires die de wereld van politiek, zakenleven en media schokten worden in Medialogica onder de loep genomen. Vragen die daarbij onder andere aan de orde komen zijn: In hoeverre zijn media een betrouwbare gids om greep te krijgen op de werkelijkheid? Hoe verhoudt het beeld dat zij schetsen zich tot de werkelijke wereld? En welk effect hebben media en publieke opinie op besluitvorming?
Medialogica is gelieerd aan het radioprogramma Argos op NPO Radio 1.